# Prowincja Zachodnia (Wyspy Salomona)
Prowincja Zachodnia – jedna z 9 prowincji na Wyspach Salomona. Obejmuje grupę niewielkich wysp wulkanicznych Nowa Georgia.

## Demografia
Liczba ludności w poszczególnych latach:
| 1970   | 1976   | 1986   | 1999   | 2009   | 2019   |
| ------ | ------ | ------ | ------ | ------ | ------ |
| 24 214 | 29 980 | 41 681 | 62 739 | 76 649 | 94 209 |